# Tuğba Taşçı
Tuğba Taşçı, née le 19 août 1984 à Istanbul, est une joueuse turque de basket-ball.

## Carrière
Tuğba Taşçı évolue au Galatasaray SK de 2000 à 2005, au Ceyhan Belediyesi de 2005 à 2006 et de 2007 à 2008, à Migrosspor de 2006 à 2007, au Beşiktaş JK de 2008 à 2012 et de 2013 à 2015, au Kayseri Kaski de 2012 à 2013, au Mersin Büyükşehir Belediyespor de 2015 à 2016 et en 2017, au Canik Belediyespor de 2016 à 2017 et à Galatasaray depuis 2017.
Elle évolue aussi en équipe de Turquie de basket-ball féminin, participant au Championnat d'Europe de basket-ball féminin 2009 (9e).